# Luganville
Luganville ist die zweitgrößte Stadt des südpazifischen Inselstaats Vanuatu und Hauptort der vanuatuischen Provinz Sanma.

## Allgemein

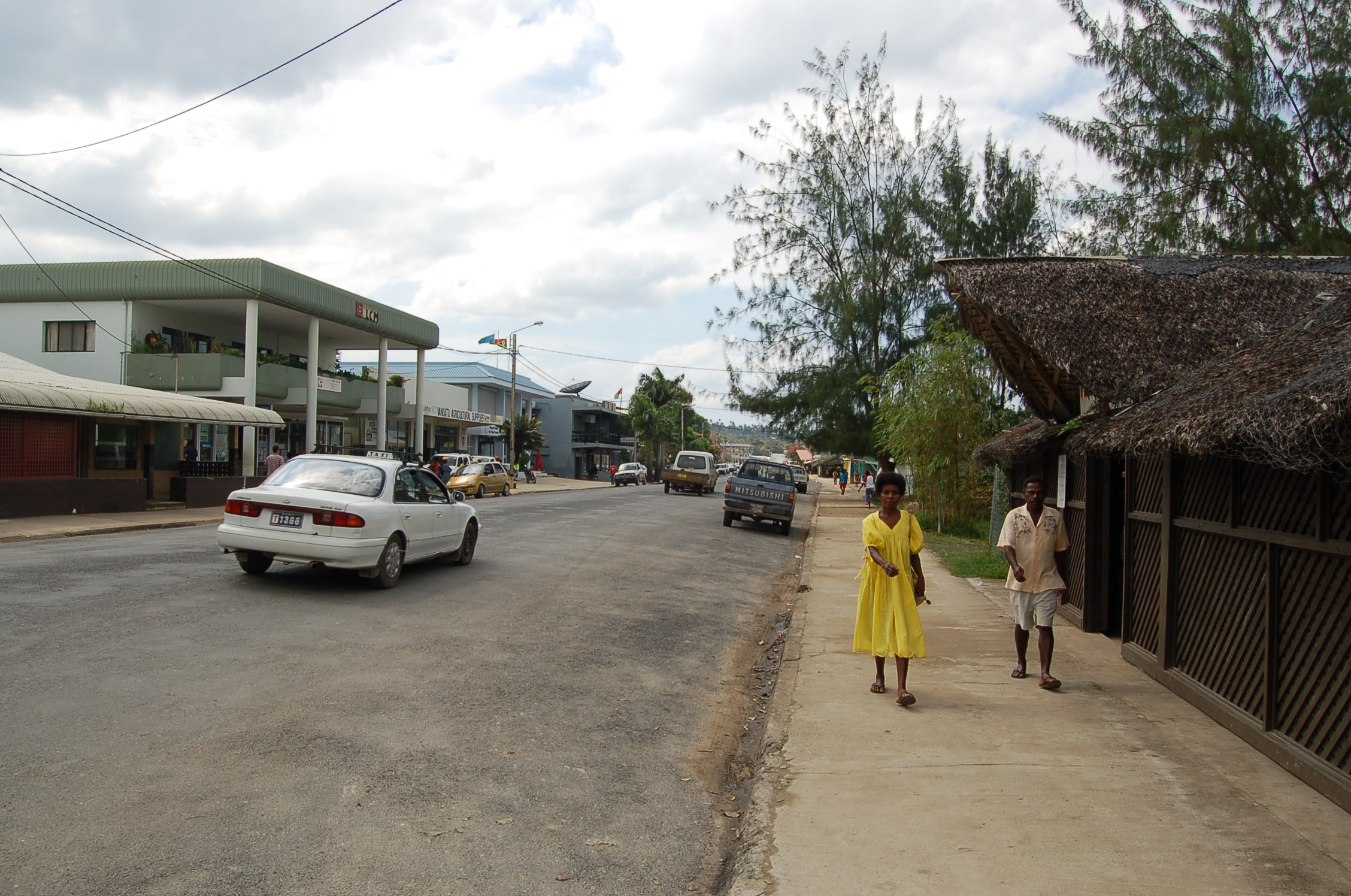
Hauptstraße von Luganville

In der an der Südostküste der Insel Espiritu Santo gelegenen Hafenstadt lebten 1999 etwa 10.800 Menschen. Bis zum Zensus am 16. November 2016 stieg die Bevölkerung auf 16.312. Luganville unterhält einen der größeren Tiefwasserhäfen von Vanuatu; er dient vor allem als Umschlagplatz für einige der wenigen Handelsgüter der Inseln, Kopra und Kakao. Die Stadt liegt an der Mündung des Sarakata.

## Geschichte

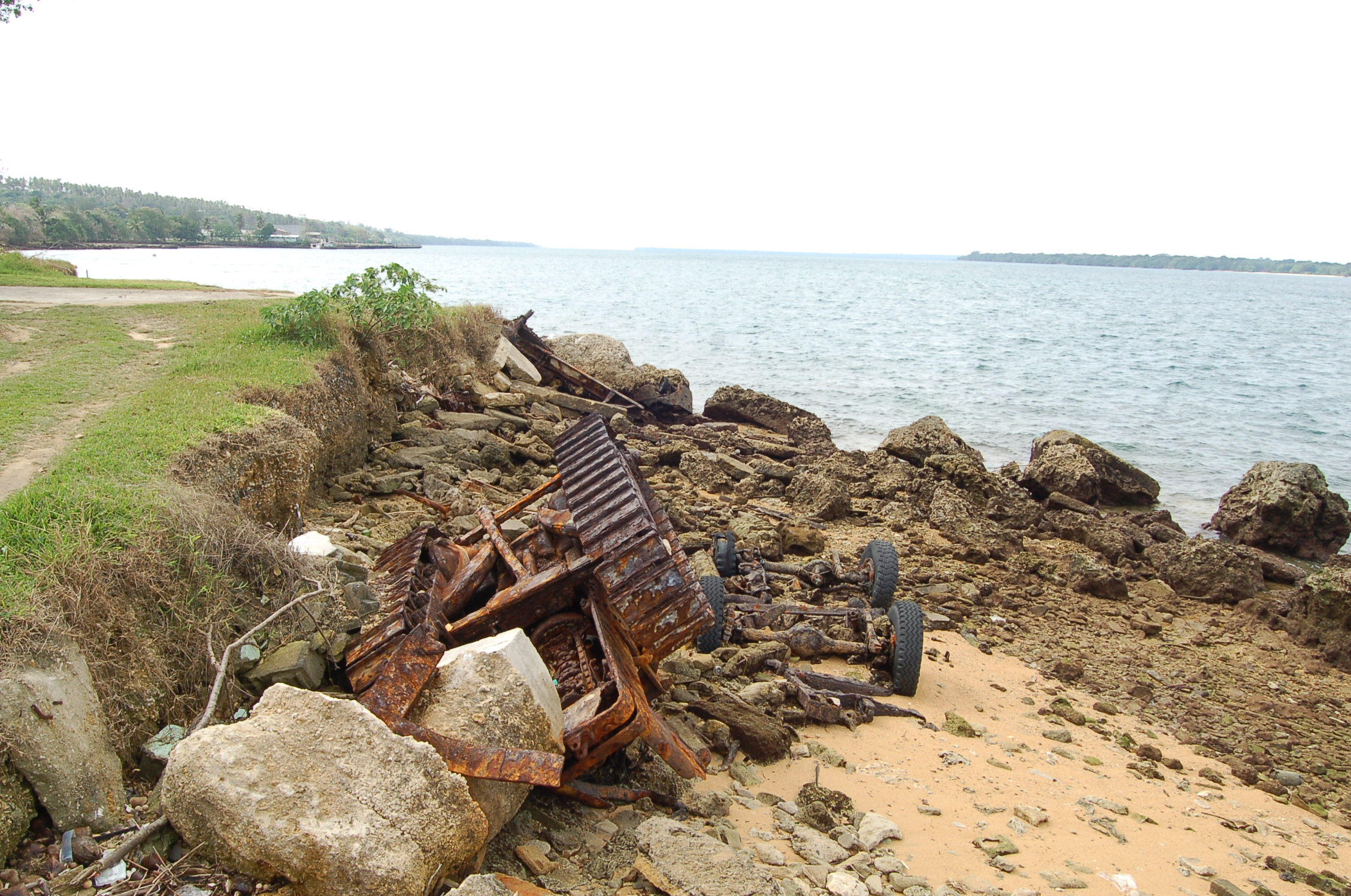
Zurückgelassenes Kriegsgerät der Amerikaner in Luganville

Im Pazifikkrieg während des Zweiten Weltkrieges waren in und um den kleinen Ort über 100.000 US-amerikanische Soldaten stationiert. Das amerikanische Militär unterhielt hier einen Militärflugplatz (vornehmlich für B-17 Bomber) und ein Trockendock. Luganville galt damals, neben Pearl Harbor, als einer der wichtigsten Militärstandorte der Amerikaner im Südpazifik.
Nach dem Ende des Zweiten Weltkrieges gelang es der US-Regierung nicht, das verbleibende Kriegsgerät und Material an die Kolonialregierung des Kondominiums der Neuen Hebriden zu verkaufen. Um Kosten für den Rücktransport zu sparen, wurden Lastwagen, Schiffe, Material und Munition an einem Strand östlich von Luganville versenkt. Heute gilt der Million Dollar Point als einer der besten Tauchspots des Südpazifiks.
Nur wenige Kilometer entfernt liegt in 21–73 m Tiefe die USS President Coolidge, ein 198 m langes Kreuzfahrtschiff, das im Zweiten Weltkrieg als Truppentransporter diente.

## Tourismus
Luganville wird ab und an von Kreuzfahrtschiffen angelaufen. Von dort werden die Tauchgebiete in der Umgebung angefahren.

## Persönlichkeiten
- Kensi Tangis (* 1990), Fußballspieler
- John Alick (* 1991), Fußballspieler
- Claude Aru (* 1997), Fußballspieler
- Jeffrey Tasso (* 1998), Fußballspieler

## Sonstiges
In Luganville schrieb der amerikanische Schriftsteller James A. Michener, während seines Militärdienstes im Zweiten Weltkrieg, einige Kurzgeschichten über das Leben im südpazifischen Raum, welche er später in seinem ersten Roman "Tales of the South Pacific" verarbeitete. Auf Basis dieses Buchs entstand 1950 das bekannte Broadway-Musical "South Pacific".